# Mierzęcice (gmina)
Pour les articles homonymes, voir Mierzęcice.
La gmina de Mierzęcice est une commune rurale de la voïvodie de Silésie et du powiat de Będzin. Elle s'étend sur 51,27 km² et comptait 7.289 habitants en 2006. Son siège est le village de Mierzęcice qui se situe à environ 13 kilomètres au nord de Będzin et à 24 kilomètres au nord-est de Katowice.

## Villages
La gmina de Mierzęcice comprend les villages et localités de Boguchwałowice, Mierzęcice, Mierzęcice Osiedle, Najdziszów, Nowa Wieś, Przeczyce, Sadowie, Toporowice et Zawada.

## Gminy voisines
La gmina de Mierzęcice est voisine des gminy de Bobrowniki, Ożarowice, Psary et Siewierz.